# ライマン・スピッツァー

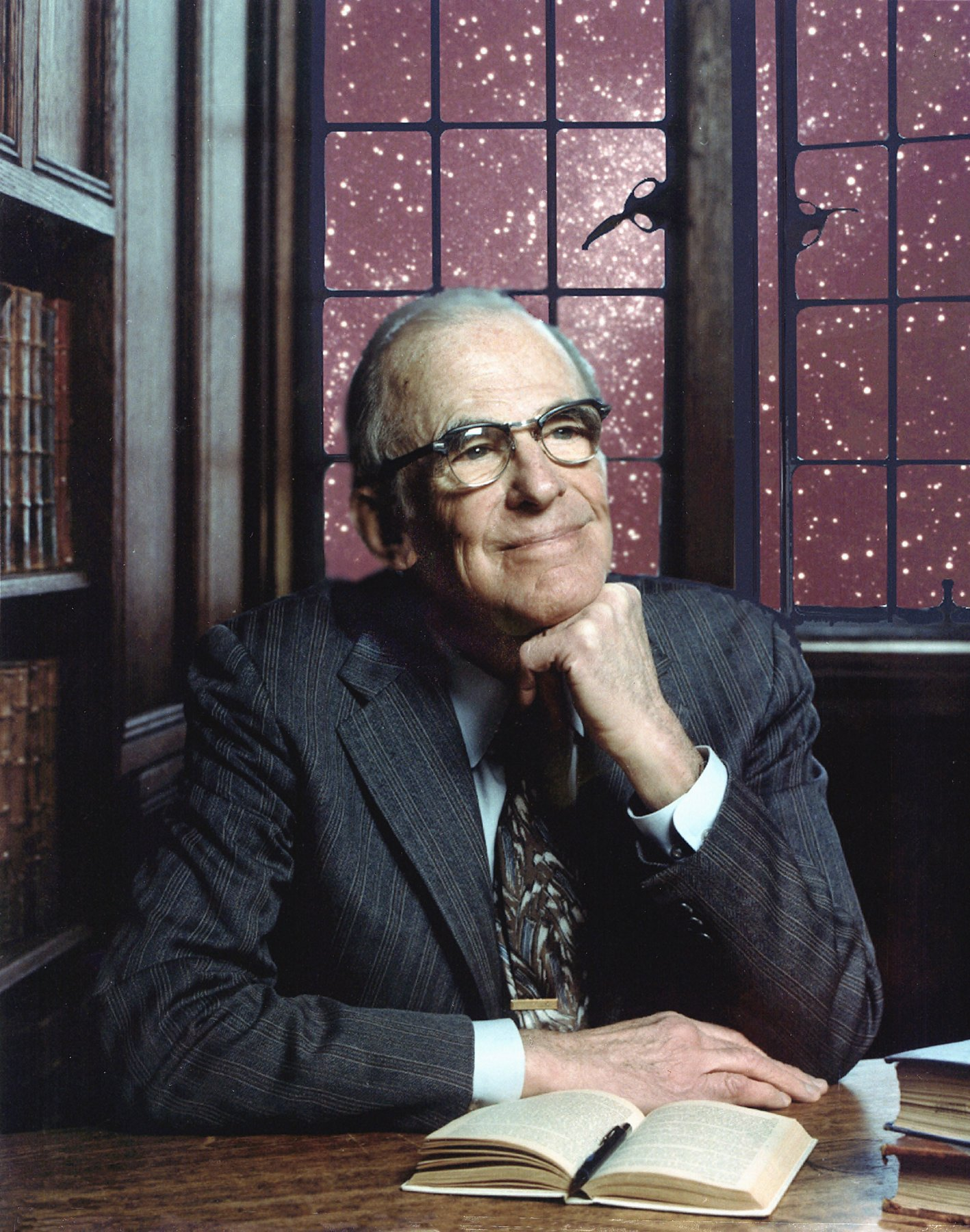
ライマン・スピッツァー

ライマン・スピッツァー・ジュニア（Lyman Spitzer Jr.、1914年6月26日 - 1997年3月31日）は、アメリカ合衆国の理論天体物理学者。プラズマや星間物質の研究で知られる。周回軌道上に宇宙望遠鏡を建設することを最初に提案した一人でもあり、2003年に打ち上げられたNASAのスピッツァー宇宙望遠鏡は彼の功績を称えて命名されている。

## 生涯
オハイオ州トレドの生まれ。フィリップス・アカデミーからイェール大学へ進み、1938年プリンストン大学のヘンリー・ノリス・ラッセルのもとで博士号を得た。ハーバード大学、イェール大学での研究、戦時研究の後、1947年にラッセルの後を継いで、プリンストン大学の教授、及び同大学天文台の所長となった。プラズマ物理学の基礎を築き、星間物質の研究をマーティン・シュヴァルツシルトらと行った。
アルゼンチンでロナルド・リヒターが制御熱核融合実験に成功すると、これをうけて制御熱核融合炉の実用化を目的としたプロジェクト・マッターホルンを立ち上げ、のちにこれをプリンストン・プラズマ物理研究所に発展させて自らその所長を務めた。その一方で、早くも1940年代から宇宙望遠鏡の開発を提案し、これが1990年に実現した初の宇宙望遠鏡・ハッブル宇宙望遠鏡への伏線となった。
1997年にニュージャージー州プリンストンで亡くなり、同地の墓地に埋葬されている。
登山家でもあり、1965年にカナダのトール山への初登頂に成功している。

## 受賞
- 米国天文学会 ヘンリー・ノリス・ラッセル講師職（1953年）
- ブルース・メダル（1973年）
- ヘンリー・ドレイパー・メダル（1974年）
- ジャンスキー賞（1974年）
- カール・シュヴァルツシルト・メダル（1975年）
- 王立天文学会ゴールドメダル（1978年）
- アメリカ国家科学賞（1979年）
- フランクリン・メダル（1980年）
- ジュール・ジャンサン賞（1980年）
- クラフォード賞（1985年）
- ベンジャミン・フランクリン・メダル（1991年）

## エポニム
- スピッツァー - 小惑星(2160) [1]
- スピッツァー宇宙望遠鏡